# Silene multiflora
Silene multiflora là loài thực vật có hoa thuộc họ Cẩm chướng. Loài này được (Ehrh.) Pers. miêu tả khoa học đầu tiên năm 1805.